# Alexandre Marsoin
Alexandre Marsoin (Saint-Brieuc, 25 maart 1989) is een Frans autocoureur.

## Carrière

### Formule Renault
Nadat hij begon in het karting, stapte Marsoin in 2005 over naar het formuleracing. Hij maakte zijn debuut maakte in de Formule Renault Campus en eindigde als achtste in het kampioenschap. In 2006 stapte hij over naar de Franse Formule Renault, waar hij voor het team Epsilon Sport met één podiumplaats twaalfde werd in het kampioenschap. Ook nam hij deel aan twee races in de Eurocup Formule Renault 2.0 voor SG Formula.
In 2007 nam Marsoin voor SG Formula deel aan zowel de Franse als de Eurocup Formule Renault. In het Franse kampioenschap behaalde hij twee overwinningen, waarmee hij achter teamgenoot Jules Bianchi en Mathieu Arzeno als derde eindigde. In de Eurocup eindigde hij als veertiende.
Aan het eind van 2007 nam Marsoin deel aan tests in de Formule Renault 3.5 Series op zowel het Circuit Paul Ricard als het Circuit Ricardo Tormo Valencia voor het team KTR. In februari 2008 werd bevestigd dat hij dat jaar voor Epsilon Euskadi zijn debuut maakte in het kampioenschap, naast mederookie Mario Romancini. Tijdens het seizoen eindigde hij vijf keer in de punten, met twee zesde plaatsen op Spa-Francorchamps en de Hungaroring als beste resultaat, waardoor hij als negentiende in het kampioenschap eindigde.
Na afloop van het seizoen 2008 testte Marsoin voor Tech 1 Racing, Prema Powerteam en Comtec Racing, voordat hij voor het laatste team tekende om hier in 2009 voor te rijden. Hij reed echter niet in de tests voorafgaand aan het seizoen of het openingsweekend op het Circuit de Catalunya, waar hij werd vervangen door Harald Schlegelmilch. In het tweede raceweekend op Spa-Francorchamps reed hij echter wel, maar viel uit in de eerste race, waarna hij het team direct verliet en werd vervangen door Max Chilton.

### Formule 3
Marsoin verving Jon Lancaster tijdens het openingsweekend in de Formule 3 Euroseries in 2009 op de Hockenheimring bij SG Formula. Hij verliet het team echter na het tweede raceweekend op de Lausitzring. Tijdens de Masters of Formula 3 van dat jaar keerde hij eenmalig terug bij het team en werd 27e in deze race.